# 魔幻城堡
《魔幻城堡》（英語：Howl's Moving Castle）是由英國女性作家黛安娜·韋恩·瓊斯在1986年發表的奇幻小說。

## 劇情簡介
蘇菲·海特（Sophie Hatter）是印格利國（Ingary）裡一間帽店的長女。某日，一位名為荒地巫师（The Witch of the Waste）的客人來到蘇菲的店裡與她發生爭執，之後荒地巫师便用魔力將蘇菲變成一个老人。
變成老人後的蘇菲覺得自己目前的情況已無路可去，便想碰碰運氣，前往有著聲名狼藉的男性魔法師豪爾（Howl）、他那有著黑色外貌的移動城堡裡投靠。

## 作品榮譽
- 1986年波士頓環球報號角書獎[1]
- 2006年鳳凰獎[2]

## 系列續作
- 《飛天魔毯》（Castle in the Air）：1990年發行
- 《迷宮小屋》（House of Many Ways）：2008年發行

## 改編影視作品
日本動畫室吉卜力工作室在獲得授權後，將《魔幻城堡》改編成動畫電影《霍爾的移動城堡》於2004年上映。
而在更早的1994年裡，曾有流言傳出《魔幻城堡》要改編成短篇英國電視影集。當時流傳出年輕與年老模樣的女主角蘇菲分別預定由凱特·溫斯蕾與海倫娜·寶漢·卡特飾演，而男主角豪爾則由樂團Suede的主唱布瑞特·安德森擔任，而此消息最後未有結果。

## 外部連結
- 網路推理小說資料庫上的Diana Wynne Jones